# Riansaari (ö i Norra Karelen)
Riansaari är en ö i Finland. Den ligger i sjön Orivesi och i kommunen Libelits i den ekonomiska regionen  Joensuu ekonomiska region  och landskapet Norra Karelen, i den sydöstra delen av landet, 400 km nordost om huvudstaden Helsingfors. Öns area är 3,8 hektar och dess största längd är 470 meter i sydöst-nordvästlig riktning.